# I. e. 72
Évszázadok: i. e. 2. század – i. e. 1. század – 1. század
Évtizedek: i. e. 120-as évek – i. e. 110-es évek – i. e. 100-as évek – i. e. 90-es évek – i. e. 80-as évek – i. e. 70-es évek – i. e. 60-as évek – i. e. 50-es évek – i. e. 40-es évek – i. e. 30-as évek – i. e. 20-as évek
Évek: i. e. 77 – i. e. 76 – i. e. 75 – i. e. 74 –  i. e. 73 – i. e. 72 – i. e. 71 – i. e. 70 – i. e. 69 – i. e. 68 – i. e. 67

## Események

### Róma
- Cnaeus Cornelius Lentulus Clodianust és Lucius Gellius Publicolát választják consulnak. Miután az előző évben Spartacus legyőzte az ellen küldött két (kis, 2-3 ezres és inkább milícia jellegű) praetori sereget, mindkét consul a rabszolgalázadás leverését kapja feladatul.
- Gellius szétveri a főseregről levált kisebb (de még így is 30 ezres), Crixus által vezetett rabszolgacsapatot és kétharmadukat lemészárolja. Spartacus észak felé vonul és külön-külön megfutamítja az őt bekeríteni szándékozó két consuli hadsereget. Ezt követően Picenumnál ismét legyőzi a két consul egyesített erőit, majd Mutina alatt Gallia Cisalpina kormányzóját, Gaius Cassius Longinust is. Ezt követően a rabszolgahadsereg irányt változtat és ahelyett, hogy észak felé, az Alpokon át távoznának Itáliából, délre, Calabriába vonulnak.
- A szenátus a consulokat megszégyenítő módon visszahívja Rómába és a felkelés ügyét Marcus Licinius Crassusra bízza, aki a saját költségén új légiókat szerel fel a rabszolgák ellen. Crassus legatusa, Mummius az első összecsapásnál vereséget szenved. Crassus megtizedeli a visszavonuló légiókat. Spartacus Thuriiben telel át.
- A harmadik mithridatészi háborúban VI. Mithridatész pontoszi király maradék seregét a hajóira rakva az Égei-tengeren áthajózva akarja meglepni a rómaiakat. Lucullus újraszervezve a korábban Chalcedonnál szétzilált római flottát, döntő vereséget már a pontosziakra.
- Mithridatész 4 ezer emberrel megerősíti Heraclea Ponticát, majd visszavonul, hogy új sereget gyűjtsön. Cotta ostrom alá veszi Heracleát, míg Lucullus Galateán keresztül Pontosz területére vonul, útközben feldúlva a virágzó vidéket.
- A sertoriusi háborúban Metellus és Pompeius Sertorius ellen vonul, aki ekkorra már csak Lusitaniát tartja az ellenőrzése alatt. Sertoriust egyik hadvezére, Marcus Perperna Vento meggyilkolja. Perperna ezután vereséget szenved Pompeiustól, tárgyalásokat kezdeményez, de elfogják és kivégzik. A háború véget ér.

## Halálozások
- Quintus Sertorius, római hadvezér
- Marcus Perperna Vento, római hadvezér
- Crixus, Spartacus egyik alvezére

## Fordítás
- Ez a szócikk részben vagy egészben  a(z)   72 av. J.-C. című francia Wikipédia-szócikk ezen változatának fordításán alapul.  Az eredeti cikk szerkesztőit annak laptörténete sorolja fel. Ez a jelzés csupán a megfogalmazás eredetét és a szerzői jogokat jelzi, nem szolgál a cikkben szereplő információk forrásmegjelöléseként.